# Antioch, Illinois
Antioch är en ort (village) i Lake County, i delstaten Illinois, USA. Enligt United States Census Bureau har orten en folkmängd på 14 488 invånare (2011) och en landarea på 21,3 km².